# South Stream

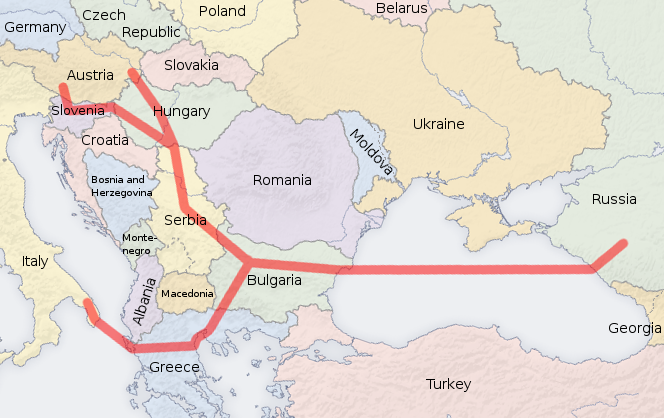
Mapa del South Stream.

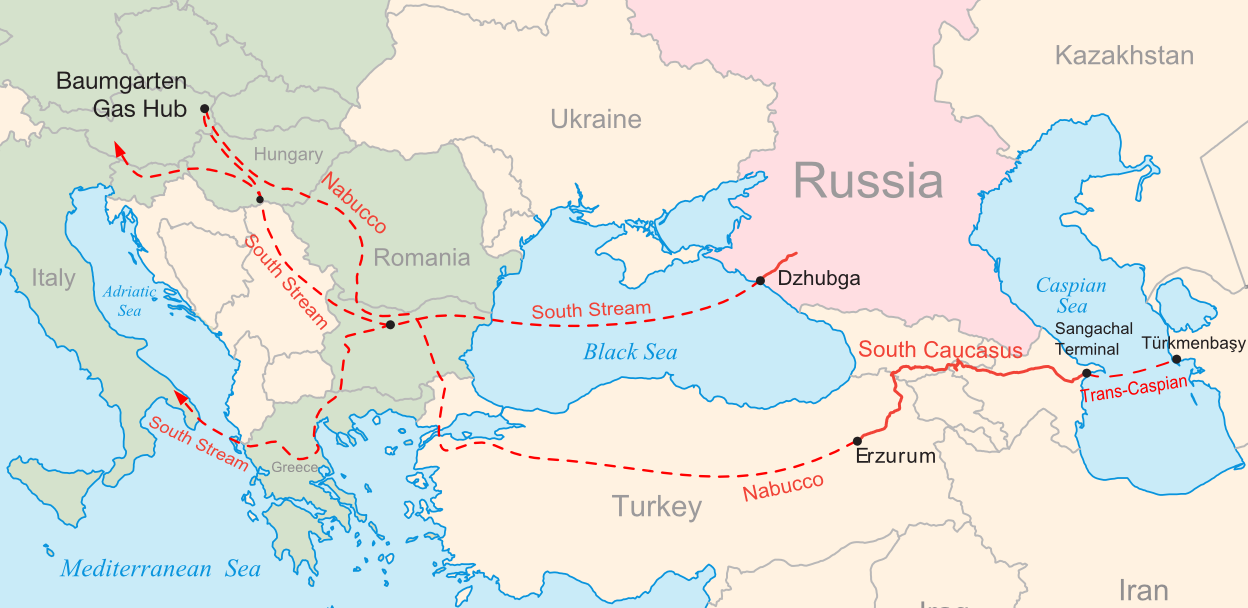
Mapa del South Stream

El South Stream (en ruso: Южный Поток, en búlgaro: Южен поток, en serbio: Jужни ток/Južni tok, en húngaro: Déli Áramlat) fue un gasoducto propuesto para el transporte de gas natural de Rusia hasta el mar Negro a través de Bulgaria, hasta Italia y Austria.

## Descripción
El proyecto, en parte sustituiría a la prevista ampliación del Blue Stream que va de Turquía a través de Bulgaria y Serbia hasta Hungría y Austria, y es visto como rival del Gasoducto Nabucco. La terminación estuvo prevista para antes del 2015. Fue formalmente cancelado el 1 de diciembre por el presidente Vladímir Putin
El gasoducto sería construido y operado por South Stream AG, una empresa conjunta de Gazprom y Eni. Électricité de France ha manifestado su intención de adquirir una participación minoritaria (10%) en South Stream AG.
Este proyecto ha sido reemplazado por el proyecto Turkish Stream en 2014.